# ساوتویل (کنتاکی)
ساوتویل (به انگلیسی: Southville) یک منطقهٔ مسکونی در ایالات متحده آمریکا است که در شهرستان شلبی، کنتاکی واقع شده‌است. ساوتویل ۲۴۹٫۹۴ متر بالاتر از سطح دریا واقع شده‌است.